# سوزان إرليخ
سوزان إرليخ هي لغوية كندية، ولدت في 1953.